# Konrad Singer
Konrad Singer (* 1978 in Leipzig) ist ein deutscher Schauspieler.

## Leben
Konrad Singer absolvierte sein Schauspielstudium von 2002 bis 2006 an der Folkwang Universität der Künste in Bochum. Während seiner Ausbildung spielte er 2005 als Gast am Schauspielhaus Bochum den Demetrius in der Shakespeare-Komödie Ein Sommernachtstraum (Regie: Thomas Dannemann), wofür er den Ensemblepreis beim Theatertreffen Deutschsprachiger Schauspielstudierender in Frankfurt am Main erhielt. 2006 gastierte er an den Wuppertaler Bühnen als Moritz Stiefel in Frühlings Erwachen.
Bereits während des Studiums erhielt er 2006 einen Anfängervertrag am Berliner Ensemble, wo er u. a. in Inszenierungen von George Tabori, Peter Stein, Robert Wilson und Claus Peymann mitwirkte. 
Von 2008 bis 2015 war er festes Ensemblemitglied am Theater Freiburg. Dort spielte er zahlreiche Rollen des klassischen und modernen Theaterrepertoires, wie Pylades in Die Orestie (2009–2010, Regie: Felicitas Brucker), König Karl in Die Jungfrau von Orleans (2012–2013, Regie: Felicitas Brucker), Camille Desmoulins in Dantons Tod (2013–2014, Regie: Robert Schuster), Maik in Tschick (2014–2016, Regie: Sascha Flocken) und Peter Stockmann in Ein Volksfeind (2015–2016, Regie: Christoph Frick).
Ab Herbst 2015 arbeitete er vorübergehend als freier Schauspieler. In der Spielzeit 2015/16 gastierte er am Theater Freiburg als Titelheld in Ödipus nach Sophokles (Regie: Felicitas Brucker) und am Schauspiel Hannover (in Timon von Athen, Regie: Tom Kühnel).
Seit der Spielzeit 2016/17 ist Singer festes Ensemblemitglied der Schaubühne Berlin. Hier spielte er u. a. den Dr. Filitz in Professor Bernhardi (2016, Regie: Thomas Ostermeier), Peter Stockmann in Ein Volksfeind (2018, Regie: Thomas Ostermeier, als Übernahmerolle) und den Magdeburger in Italienische Nacht (2018, Regie: Thomas Ostermeier). In der Spielzeit 2019/20 trat er an der Berliner Schaubühne als Elisabeths Verehrer in einer Bühnenfassung des Romans Orlando (Regie: Katie Mitchell) auf. An der Schaubühne Berlin spielt er in Thomas Ostermeiers Hamlet-Inszenierung seit 2022 an der Seite von Lars Eidinger (Hamlet) die Rollen Laertes und Rosenkranz.  
Film- und Fernsehrollen hatte er bisher u. a. in dem Kinofilm Zwischen uns die Mauer (2019) und in der 14. Staffel der ZDF-Serie Der Kriminalist (2019, als tatverdächtiger Ex-Freund einer Trauerbegleiterin, Regie: Christian Görlitz). In der 24. und 25. Staffel der ZDF-Serie SOKO Leipzig (2024) spielte er den auf Gewaltopfer mit Fluchterfahrungen spezialisierten Psychologen Caspar Lesch und neuen Freund von Jan Maybachs Ex-Frau Leni Trautzschke (Caroline Scholze).
Singer ist verheiratet und Vater eines Sohnes. Er lebt in Berlin.

## Filmografie (Auswahl)
- 2019: Zwischen uns die Mauer (Kinofilm)
- 2019: Der Kriminalist: Unsterblich (Fernsehserie, eine Folge)
- 2020: Ein kleiner Schnitt (Kurzfilm)
- 2021: Stille Post
- 2021: Notruf Hafenkante: Finja (5), entführt (Fernsehserie, eine Folge)
- 2022: Tatort: Schattenleben (Fernsehreihe)
- 2024: Cuckoo (Kinofilm)
- 2024: SOKO Leipzig (Fernsehserie, sechs Folgen)
- 2024: Der Fall Marianne Voss (Fernsehfilm)